# 常德市鼎城区永安小学驾车撞人事件
2024年11月19日早7时37分左右，中华人民共和国湖南常德鼎城區永安小學发生了车辆冲撞攻击。肇事者黄文驾驶一辆白色SUV意图冲入学校。现场群众合力阻止肇事司机并将其控制，警方到现场将嫌犯带走。后续警情通报显示，伤者均无生命危险。新华社报道显示，此次袭击共造成7人受轻伤、16人受轻微伤、7人受轻微伤以下。截止上午11点10分，微博上关于该话题的浏览量已超过9500万次。但许多关于该事件的视频及照片已在社交媒体上被删去，而相关帖子的评论区也被禁用。
2024年12月23日，湖南省常德市中级人民法院公开审理被告人黄文以危险方法危害公共安全案，对被告人黄文以以危险方法危害公共安全罪判处死刑，缓期二年执行，剥夺政治权利终身。

## 背景
永安小学是一个公立小学，处于玉霞街道常沅社区，学校占地45亩，规划有42个教学班，可容纳1890名学生。不过，截止至2024年该校共有学生2000余人，教师100多人。
事发本月11日，珠海有人驾驶越野車撞人造成35死亡、43人受伤。此袭击事件发生后，最高人民检察院检察长表示将提高风险隐患源头防控，防止极端事件发生。11月16日，江苏一所高校发生一起持刀伤人案，造成8人死亡、17人受伤。

## 襲擊
肇事男子黄某时年39岁，早上七时正值学生上学之时，他驾驶一辆白色SUV试图冲入学校，嫌犯在撞飞校门外的石墩后，冲入人群，期间撞到保安、学生、及家长。学生惊慌地跑进校园内，其中有学生拉着被撞倒女同学的手高喊“救命啊”。嫌犯汽车车头被撞凹陷，网上视频显示肇事司機被人圍毆。警察后在一辆汽车前给该男子戴上手铐。根据媒体援引工作人员的话，此人并非該学校的家长。据常德市中级人民法院公开审理查明，嫌疑人黄某因投资亏损、与家人矛盾等原因，为发泄个人情绪而作案。

## 审判
2024年12月23日，湖南省常德市中级人民法院公开审理被告人黄文以危险方法危害公共安全案，对被告人黄文以以危险方法危害公共安全罪判处死刑，缓期二年执行，剥夺政治权利终身。

## 评论
中华人民共和国外交部表示：“中国政府始终并将继续采取有效措施，确保人民群众生命安全和社会稳定。”
中华人民共和国最高人民检察院在当日召开会议，会中最高检检察长兼党组书记应勇表示：“要从重从严从快惩治重大恶性犯罪，切实震慑犯罪、安抚民心、维护社会稳定，对侵害学生权益和危害校园安全的行为要实行‘零容忍’原则。”